# (35165) Québec
(35165) Québec, désignation internationale (35165) Quebec, est un astéroïde de la ceinture principale.

## Description
(35165) Québec est un astéroïde de la ceinture principale. Il fut découvert par Eric Walter Elst le 16 août 1993 à Caussols. Il présente une orbite caractérisée par un demi-grand axe de 3,15 UA, une excentricité de 0,022 et une inclinaison de 21,08° par rapport à l'écliptique.
Il fut nommé en hommage à Québec, à la ville fondée en 1608 par Samuel de Champlain, berceau de la civilisation française en Amérique du Nord.

## Compléments